# Kasteel Soelen
Kasteel Soelen is het hoofdgebouw van het rijksbeschermde historische buitenplaatscomplex 'Soelen', 157 hectare groot, in de gemeente Buren, zuidwestelijk gelegen van het dorp Zoelen, in de Neder-Betuwe, in de Nederlandse provincie Gelderland. Het dorp dankt zijn naam aan het riviertje de Suul of Soel, een afsplitsing van de Linge.
De boerderijen in het oorspronkelijke dorp lagen op de oeverwallen, het huis Soelen ligt in de lager gelegen komgronden.

## Geschiedenis
De vroegste vermelding van de naam Van Soelen stamt uit de periode tussen 1207 en 1307 als een Wouter van Soelen genoemd wordt als borg en als getuige. In 1263 is een vermelding bekend uit de stadsrechtenverlening van Wageningen, waarop een Otto van Soelen als ministeriaal voorkomt. Hij wordt meerdere malen genoemd als getuige. Deze Otto liet na zijn overlijden een minderjarige dochter na. Daardoor werd in 1298 Arend (of Arnt) van Arkel door Reinoud I van Gelre met het kasteel Soelen beleend. Mogelijk was Arnt of zijn zoon Jan gehuwd met Otto's dochter. In 1349 stond de gelijknamige kleinzoon nog als heer van Soelen en Avezaath bekend. De belening betreft het oude huis Soelen, dat later heerlijkheid 'Den Aldenhaag' genoemd werd, en dat in 1362 gesloopt is. De naam Aldenhaag komt in bronnen voor het eerst voor in 1518.
Het oude huis Soelen werd in 1355 vernield door hertog Eduard van Gelre. Er ontstond een conflict met Gelre nadat Arnold van Soelen het kasteel herbouwde, maar hij moest zich op 13 april 1362 onderwerpen aan het gezag van hertog Eduard.

### Eigendomsgeschiedenis
Het huidige huis ligt op het zuidelijke grondgebied van het oude huis Soelen (Aldehagen of Aldenhaag), ruim 500 meter verwijderd van het oude huis. Het wordt voor het eerst genoemd in 1306 als Walraven van Benthem zich 'heer van Soelen' noemt waarbij het gaat om de hofstede Soelen die gescheiden is van het oude huis Soelen. De strijd ging erom wie zich heer van Soelen mocht noemen, Jan van Arkel die 'Soele over de Sole' (het latere Aldehagen) bezat of Walraven die een stuk grond met de hofstede ten zuiden van het oude huis bezat. Beslist werd dat de heerlijkheid aan Van Arkel van Aldehagen bleef.
Van Benthem stamde uit een ministerialenfamilie. Van Walraven gaan de hofstede en het grondbezit over op zijn zoon Johan, die in 1360 ridder is en in 1361 richter van de Neder-Betuwe. Hij en zijn echtgenote Mechteld van Lynden zijn waarschijnlijk de bouwers van het nieuwe huis Soelen. Uit een akte van 1380 blijkt dat het om een 'flink' kastelencomplex gaat en dat Mechteld het vruchtgebruik krijgt. Soelen is dan beleend aan zoon Jan, heer van Heeswijk, Dinther, Soelen en Spaldorp. Daarna vererft het op zoon Otto die zonder nageslacht overlijdt.

#### Eigendom van 1422-1775
Na het kinderloos overlijden van de laatste Van Benthem verviel Soelen aan Reinald IV, hertog van Gelre. In 1422 gaf hij huis en heerlijkheid Soelen in pandschap aan ridder Johan van Rossem. In 1424 werd diens minderjarige zoon Johan († 1470) beleend met het huis en de dagelijkse heerlijkheid. In 1502 verkocht diens broer Otto van Rossem Soelen aan hun neef Willem († 1542) die het na de strijd tegen Bourgondië verloor aan de graaf van Buren, Frederik van Egmont. In 1508 kreeg Willem het grotendeels afgebroken huis terug. Van de hertog ontving hij als compensatie de hoge heerlijkheid van Soelen, met vererving op directe mannelijke nakomelingen.
Na het overlijden van Willems zoon Karel in 1550 werd zijn minderjarige kleinzoon Joost met Soelen beleend. Karels weduwe Anna Torck huwde met Frederik van Voorst, heer van Doornenburg. Kleinzoon Joost werd in 1563 mondig en overleed kinderloos in 1569. Na zijn dood verviel Soelen aan de hertog van Gelre. Zijn weduwe Margriet van Voorst huwde met Reiner van Gelre, heer tot Aerssen, die zich op grond van tuchtrechten van zijn vrouw liet belenen met Soelen, echter zonder resultaat. Ook Joosts stiefbroer Frederik van Voorst had zich zonder resultaat laten belenen.
In 1569, en herhaald in 1581, werd Joosts oudste zuster Heilwig van Rossem beleend met Soelen. Zij was in 1566 gehuwd met Dirk Viigh Claesz. die bij zijn huwelijkse voorwaarden van zijn vader 'den Aldenhaag' had gekregen waarmee hij in 1572 beleend werd. Zo kwamen Aldenhaag en Soelen in 1572 weer in een hand en sindsdien zijn zij in één bezit gebleven. De heren van Aldenhaag en Soelen noemden zich leenheeren des huis en heerlijkheid met den Aldenhaag tot Soelen.

#### Eigendom 1775-1992
In 1775 werden huis en heerlijkheid Soelen verkocht voor 162.000 gulden. Het geheel werd omschreven als als 'Het aloud hoogadylijk kasteel en dagelyksche heerlykheid van Zoelen ... gelegen in dubbele singels en visryke grachten, corresponderende met de rivier de Linge, vorder stallinge, koets-, wagen-, oranjerie- en tuinmanshuis, voorts met alle daartoe behoorende regaliën van steene wintkoornmolen met het gemaal, zwaanedriften, leencamer, visschery op de Linge ... wyders met de tynsen, bedragende volgens de lyst jaarlyx 185-9-3 gulden ... grafkelder en magnificq gestoelte in de kerke ... capitale bouwhoven, bestaande in kostelyke wey- en bouwlandenen, uitgestrekte schaar- en hakbosschen en allen verderen toebehoren, regten en gerecgtigheden, etc.'.

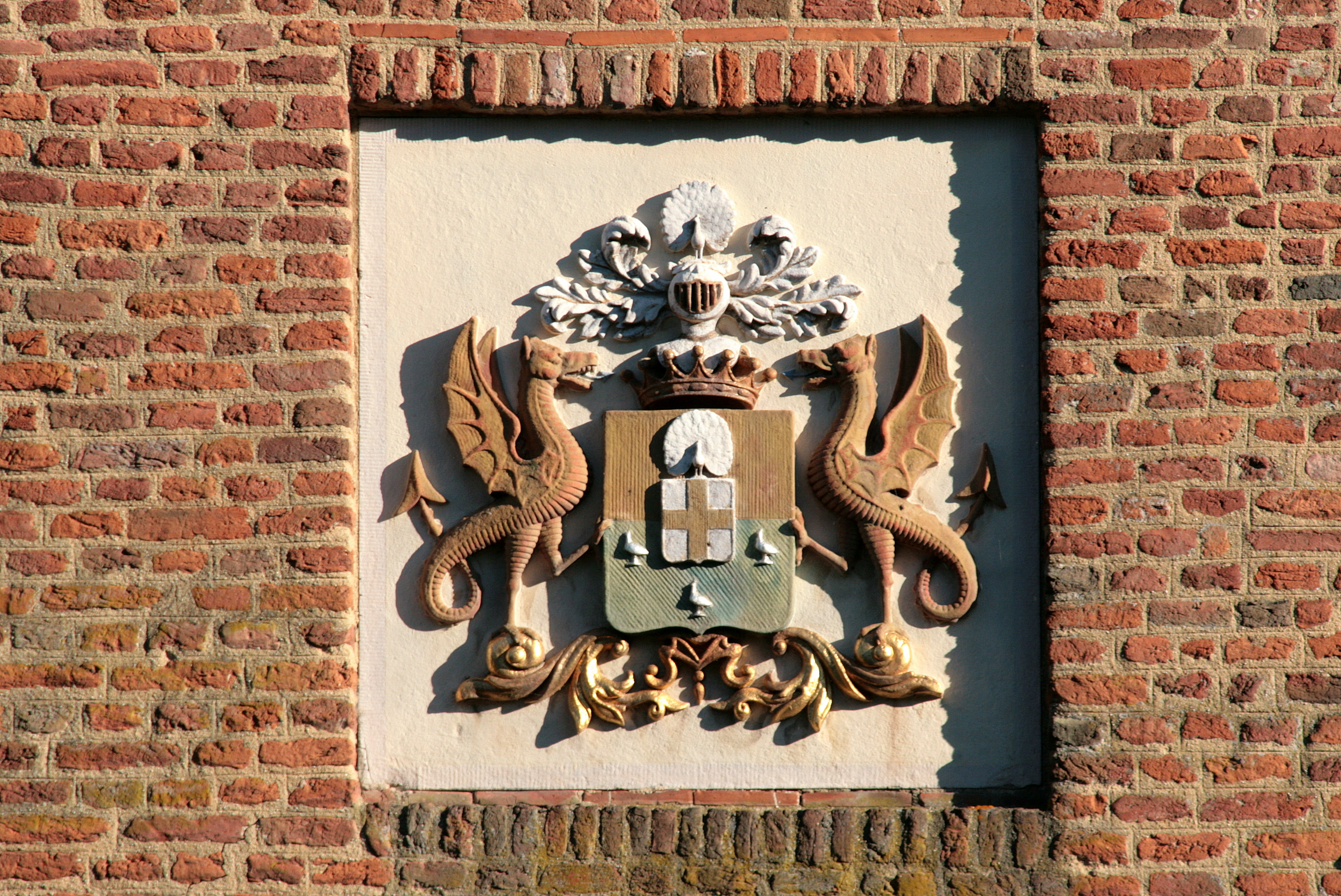
Wapensteen Verstolk

Het huis met royale Tuinen met hunne Terassen en verdere Broeijerije, sterre-bosschen, Allées van schoone en zwaare opgaande Boomen werd als zomerverblijf aangekocht door Aert Johan Verstolk (1745-1786), hij stamde uit een handelaren/fabrikanten- en schepengeslacht uit Rotterdam. Zijn vader was daarnaast commissaris van het Waterrecht en vredemaker. Aert Johan nam een aanvang met de herinrichting van het park van formele stijl naar landschapsstijl. Na zijn overlijden kwam Soelen aan zijn zoon Johan Gijsbert (1776-1845) die hoge functies had onder koning Willem I, waaronder gezant in Sint-Petersburg, minister van Buitenlandse Zaken en landdrost in het departement Gelderland. In 1823 werd hij tot baron verheven. Na een conflict met de koning trok hij zich in 1841 terug op het landgoed. Onder zijn beheer is de nieuwe aanleg in landschapsstijl doorgevoerd, mogelijk onder leiding van de landschapsarchitect Zocher jr.. Hij overleed in 1845 en is begraven op de Aldenhaag. Zijn grafmonument is mogelijk tevens een ontwerp van Zocher jr.
Johan Gijsbert was de laatste telg in mannelijke lijn van het geslacht Verstolk, waardoor de buitenplaats Soelen en de titel 'heer van Soelen en Aldenhaag' vererfden op zijn neef (oomzegger) Johan Adolph Völcker. Johan Gijsberts zuster Sophia Frederica Verstolk was gehuwd met de Duitser Johann Wilhelm Christian Völcker. Soelen zou van 1845 tot 1974 aan de familie Völcker blijven. De familie Völcker stamde uit een geslacht van leerlooiers en bakkers uit het Duitse Neuwied, dat in 1786 in Amsterdam een koopmanshuis had gesticht en fortuin had gemaakt. De ongehuwde Johan Adolph woonde met zijn zuster Maria Elisabeth op de Heerengracht 584 en vanaf 1871 op de Keizersgracht 706 in Amsterdam. Hij overleed in 1880 op kasteel Soelen. Zijn zuster overleed in 1887, eveneens op kasteel Soelen, als 'vrouwe van Soelen'. Erfgenamen waren een neef en een nicht.
In 1911 is de witte pleisterlaag van het huis verwijderd en zijn er restauratiewerkzaamheden uitgevoerd, onder leiding van architectenbureau Van Nieukerken uit Den Haag. In 1974 verkocht de familie het landgoed, waarna huis en koetshuis verbouwd zijn tot appartementen.

#### Eigendom en beheer vanaf 1992
Het 157 hectare tellende landgoed kwam in 1992 aan de Staat die het in beheer gaf van Staatsbosbeheer. Staatsbosbeheer heeft geleidelijk herstelwerkzaamheden uitgevoerd aan lanen, zichtassen en doorkijkjes. In 2004 is de zuidas opnieuw ingeplant met bomen. Bijzonder aan het gebied zijn de clumps, boomgroepen omzoomd door weiland. Het park is als fiets- en wandelgebied opengesteld voor het publiek en deels toegankelijk voor rolstoelen.
Het kasteel en het koetshuis, die zich binnen de slotgracht bevinden, zijn verbouwd tot een appartementencomplex en worden bewoond door diverse gezinnen. Het poortgebouw is verbouwd tot woning met atelier. Het juridische eigendom van de grond is geheel in handen van de Staat, het appartementenrecht grotendeels van particulieren en deels van de Staat. Soelen heeft drie VVE's.
Het gebied binnen de slotgracht is niet toegankelijk voor publiek.
In 2023 heeft Staatsbosbeheer het complex te koop gezet, met uitzondering van de woningen die in het verleden al zijn verkocht en de omringende bossen en weilanden.

### Omgeving
Aan het einde van de vijftiende eeuw stonden bij het door singels en grachten omgeven kasteel een duifhuis, een molen en een boerderij, en was het verder omgeven door boomgaarden en landerijen, met daaromheen akkers en weilanden. In de zeventiende eeuw is de boerderij op de voorburcht door Arent Vijgh († 1666) verbouwd tot koetshuis en voorzien van een duiventoren.
In 1884 beschreef dominee Craandijk in zijn Wandelingen door Nederland Zoelen als een 'vrolijk en lieflijk landschap, om in de zomertijd een uitspanningsplaats te zijn voor de bewoners der omliggende steden en dorpen', een groot bos met daarin verborgen het kasteel Zoelen.

#### Tuin- en parkaanleg
In de 17e eeuw werd rondom Soelen een park aangelegd in de Franse stijl. De tuin werd een eeuw later deels heringericht in de Engelse landschapsstijl. De geheel eigen mengvorm van deze twee stijlen wordt wel de Soelense stijl genoemd.

## Heren en vrouwe van Soelen en (den)Aldenhaag(1775-2011)

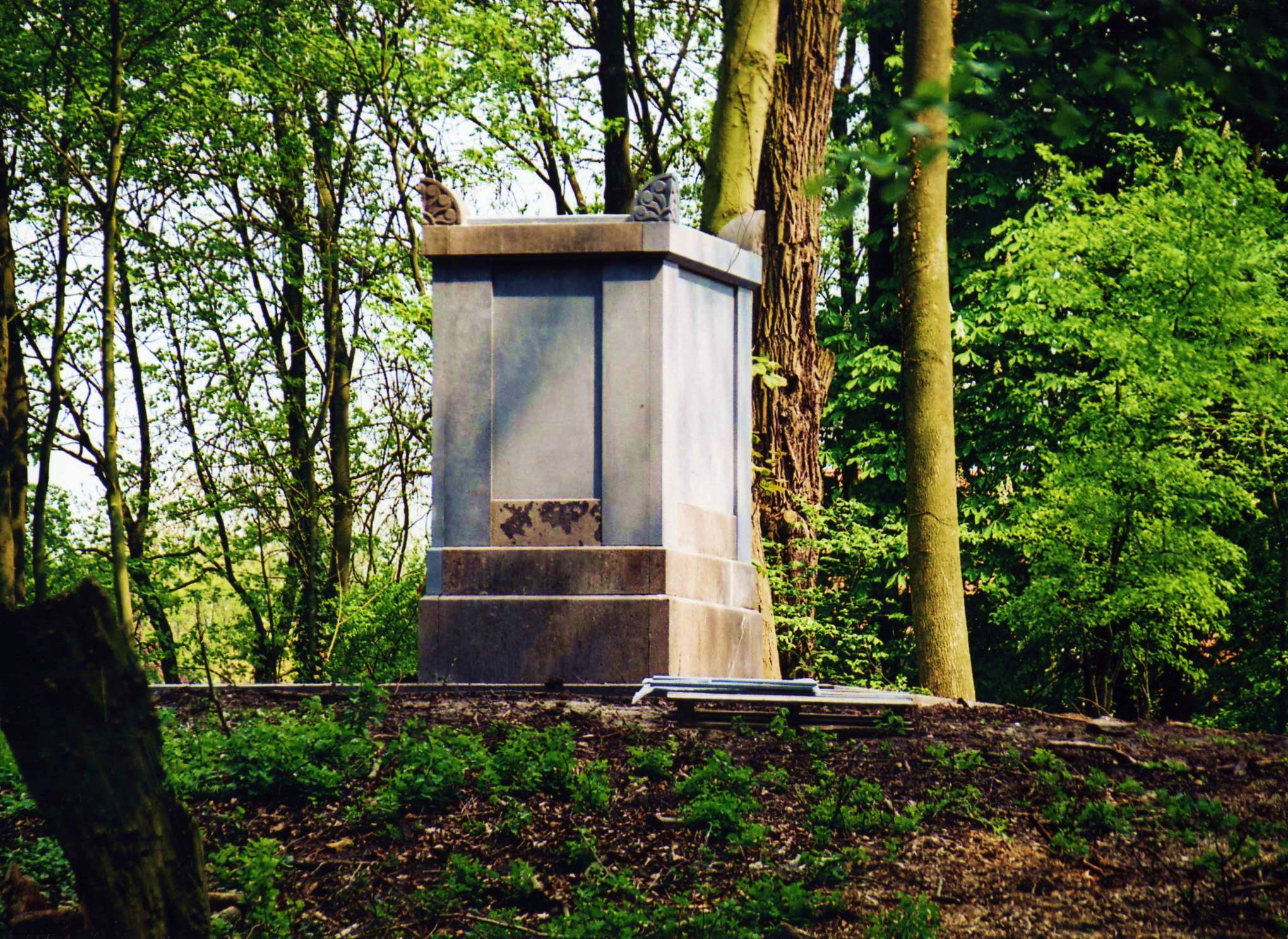
Grafmonument baron Verstolk op de motteheuvel Aldenhaag

Aert Johan Verstolk, heer van Soelen en Aldenhaag (1745-1786), koopt in 1775 kasteel Soelen
- mr. Johan Gijsbert baron Verstolk, heer van Soelen en Aldenhaag (1776-1845), zoon van de vorige
- Sophia Frederica Verstolk (1773-1839), zus van de vorige; trouwde in 1802 met Wilhelm Christian Völcker (1769-1822)
  - Johan Adolph Völcker, heer van Soelen en den Aldenhaag (1804-1880), zoon van de vorige
  - Maria Elisabeth Völcker, vrouwe van Soelen en den Aldenhaag (1815-1887), zus van de vorige
  - Willem Christiaan Völcker (1807-1873), broer van de vorige (geen heer van Soelen)
    - Hendrik Gerard Johan Völcker, heer van Soelen en den Aldenhaag en de Voorst (1840-1908), zoon van de vorige
      - Willem Christiaan Völcker, heer van Soelen en den Aldenhaag (1863-1925), zoon van de vorige
      - Eduard Constant Karel Völcker (1866-1943), broer van de vorige (geen heer van Soelen)
        - Hendrik Gerard Johan Völcker, heer van Soelen en den Aldenhaag, Oud en Nieuw Hinkelenoord (1891-1955), zoon van de vorige
          - Johan Adolph Völcker, heer van Soelen en den Aldenhaag, Oud en Nieuw Hinkelenoord (1932-2011), zoon van de vorige